# Батюшково (Владимирская область)
Батюшково — деревня в Собинском районе Владимирской области России, входит в состав Воршинского сельского поселения.

## География
Деревня расположена в 12 км на северо-восток от центра поселения села Ворша и в 22 км на северо-восток от райцентра города Собинка. 

## История
В конце XIX — начале XX века деревня входила в состав Одерихинской волости Владимирского уезда, с 1926 года — в составе Владимирской волости. В 1859 году в деревне числилось 15 дворов, в 1905 году — 18 дворов, в 1926 году — 22 хозяйств.
С 1929 года деревня входила в состав Семеновского сельсовета Владимирского района, с 1945 года — в составе Ставровского района, с 1965 года — в составе Бабаевского сельсовета Собинского района, с 2005 года — в составе Воршинского сельского поселения. 

## Население
| 1859 | 1905 | 1926 |
| ---- | ---- | ---- |
| 111  | 105  | 91   |

| 1859 | 1905 | 1926 | 2002 | 2010 | 2021 |
| ---- | ---- | ---- | ---- | ---- | ---- |
| 111  | ↘105 | ↘91  | ↘12  | ↗19  | ↘9   |